# (12719) Pingré
(12719) Pingré, désignation internationale (12719) Pingre, est un astéroïde de la ceinture principale.

## Description
(12719) Pingre est un astéroïde de la ceinture principale. Il fut découvert le 6 juin 1991 à La Silla par Eric Walter Elst. Il présente une orbite caractérisée par un demi-grand axe de 2,30 UA, une excentricité de 0,15 et une inclinaison de 2,0° par rapport à l'écliptique.

## Compléments